# Actinium(III)-chlorid
Actinium(III)-chlorid ist eine chemische Verbindung des Actiniums aus der Gruppe der Chloride.

## Gewinnung und Darstellung
Actinium(III)-chlorid kann durch Reaktion von Actinium(III)-hydroxid oder Actinium(III)-oxalat mit Tetrachlorkohlenstoff bei 500 °C gewonnen werden.
{\displaystyle \mathrm {2\ Ac(OH)_{3}+3\ CCl_{4}\longrightarrow 2\ AcCl_{3}+3\ CO_{2}+6\ HCl} }
Ebenfalls möglich ist die Darstellung durch Reaktion von Actinium(III)-hydroxid mit Ammoniumchlorid.
{\displaystyle \mathrm {Ac(OH)_{3}+3\ NH_{4}Cl\longrightarrow AcCl_{3}+3\ NH_{3}+3\ H_{2}O} }

## Eigenschaften
Actinium(III)-chlorid ist ein farbloser kristalliner Feststoff. Er besitzt eine Kristallstruktur vom Uran(III)-chlorid-Typ mit der Raumgruppe P63/m (Raumgruppen-Nr. 176) und den Gitterparametern a = 7,62 Å, c = 4,55 Å.
Die Umsetzung von Actinium(III)-chlorid mit feuchtem Ammoniak bei 1000 °C liefert das Actiniumoxidchlorid AcOCl.
{\displaystyle \mathrm {AcCl_{3}+2\ NH_{3}+H_{2}O\longrightarrow AcOCl+2\ NH_{4}Cl} }